# سوبك ام ساف

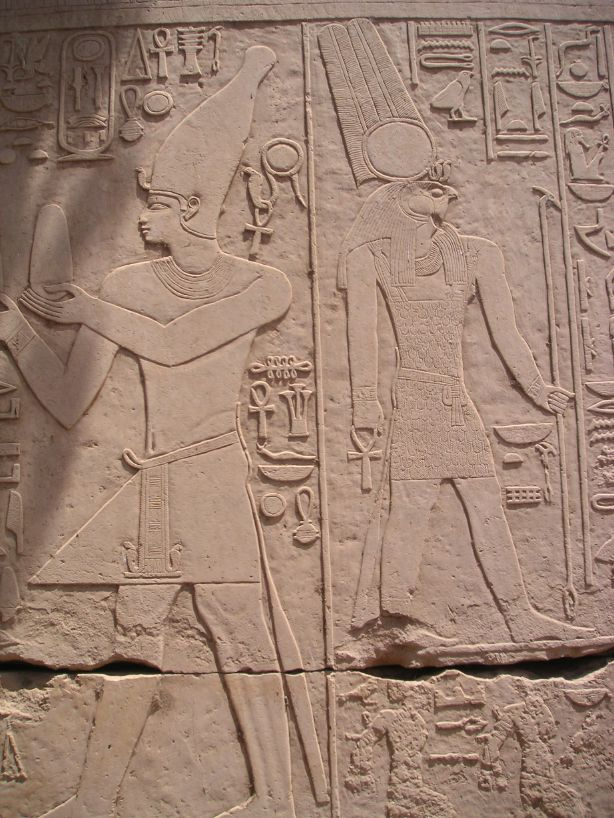
نقش للملك سوبك ام ساف بمعبد منتو بالمدمود

الملك سوبك ام ساف الأول والأسم الملكى سخم رع شد تاوى والذي يعنى عظيم هو رع منقذ الأرضين، والملك سوبك ام ساف أحد ملوك الأسرة السابعة عشر.

## عائلته
الملك سوبك ام ساف هو والد الملكين انتف السادس وانتف السابع طبقا للنقوش التي وجدت على دعامة باب أحد معابد الأسرة السابعة عشر في العام 1990م.
كما جاء ذكر الزوجة الملكية لسوبك ام ساف والتي تدعى بنخعس على لوحة محفوظة بمتحف اللوفر بفرنسا منقوش عليها سلسة نسب هذه الملكة التي وصفت بأنها بنت رئيس القضاة سبك ددو ، ومن ألقابها الزوجة الملكية لعظيمة والوارثة العظيمة وسيدة كل النساء.

## نهب مقبرته
وقد ذكر في بردية أبوت وبردية أمهرست أن مقبرة هذا الملك الهرمية في جبانة ذراع أبو النجا قد تعرضت للنهب والتخريب من قبل اللصوص كما وصفت البردية المحاكمات التي أجريت لهؤلاء اللصوص حيث جاء في البردية " هرم الملك سخم رع شد تاوى له الحياة والسعادة والصحة ن لقد وجد أن اللصوص قد أقتحموه وذلك بنقب يؤدى للحجرة السفلية لللهرم من الحجرة الخارجية لقبر نب آمون مدير مخازن الغلال للملك تحتمس الثالث وقد وجدت حجرة دفنن الملك خاوية من سيدها وكذلك حجرة الزوجة الملكية العظيمة بنخعس، إذ قد وضع اللصوص أيديهم عليهما.
وقد كان خبر هذه السرقة موضوع حديث طيبة في تلك الليلة غير أن اللصوص ككانوا قد وضعوا في الأغلال وحقق معهم بعصى مزدوجة، وفي اليوم التالى سيقوا إل القبر ليحقق معهم ثانية في محل وقوع الجريمة، وقد دون الأعتراف الذي أنتزع منهم في أثناء هذا التحقيق الأخير بعنوان فحص هرم الملك سخم رع شد تاوى وحفظ في سجل الجبانة مع فحص الأهرام بين الوثائق الخاصة باللصوص".